# Culture de la Côte d'Ivoire
 (janvier 2019).
La culture de la Côte d'Ivoire , l'un des pays de l'Afrique de l'Ouest, désigne l'ensemble des connaissances, des pratiques et traditions des différents groupes ethniques que compose sa population. La culture ivoirienne est riche et diversifiée, reflétant la mosaïque des Ivoiriens dans une variété ethnique.

## Langues et peuples

### Langues
La langue officielle est le français, également dans sa variante, français de Côte d'Ivoire, constituée du « français des élites (variété acrolectale), le français des lettrés (variété mésolectale) et le français des peu ou non lettrés (variété basilectale) ». La population ivoirienne, multilingue, se répartit en une soixantaine d'ethnies dans une diversité linguistique. Les langues les plus parlées sont : la langue mandingue (70 %), le sénoufo (langue gour), le baoulé (langue akan), le bété (langue krou/kru). Les langues locales ivoiriennes sont :
- Abbey, Abidji, Krobou, Abouré, Abron, Adioukrou, Agni, Alladian, Anufo, Attié, Avikam ; Aïzi
- Baoulé, Bété, Dida, Wobé ;
- Dan, Degha, Dida, Djimini ;
- Gban, Godié, Gouro, Guéré ;
- Koulango, Koyaka, Mahouka, Bralaka;
- Lobiri ;
- Maninkakan de l'Est, Monan, Nafaanra, Néyo, Niarafolo, Nyabwa, Nzema (langue) ;
- Sénoufo, Syenara ;
- Tchaman (ou ébrié), Tagbana ;
- wan ;

### Population
Il existe plusieurs groupes ethniques en Côte d'Ivoire regroupés en quatre grands ensembles :
- Les Mandés ou Mandingues dans le Nord-Ouest et le Centre-ouest (Malinkés, Dan, Koyaka, Gouro...)[5]
- les Krou à l'Ouest (Bété, Guéré, Dida...)[6] ;
- les Akan dans le Sud-Est (Baoulé, Abron, Attié, Ahizi, Appolo[7] ;
- les peuples wans, au centre de la Côte d'Ivoire.

## Traditions

### Religions
- Les principales religions pratiquées en Côte d'Ivoire sont[8] :
  - l'islam (38 %) : Islam en Côte d'Ivoire ;
  - le christianisme (51,8 %) dont le catholicisme et l'évangélisme ;
  - l'animisme (2,2 %)
  - Aucune religion (10%).

### Symboles
- Armoiries de la Côte d'Ivoire ;
- Drapeau de la Côte d'Ivoire ;
- L'Abidjanaise, hymne national depuis 1960 ;
- Emblème national : l'éléphant ;
- Ordre du Mérite ;
- Ordre national ;
- Flamme de la paix (2007) ;
- Devise : Union-Discipline-Travail, elle résume l'idéal commun et la volonté d'œuvrer ensemble à la construction de la Côte d'Ivoire.

### Folklore et mythologie
- Asanbosam ;
- Anansi.

### Pratiques
Les pratiques sociales, rituels et événements festifs relèvent (pour partie) du patrimoine culturel immatériel de l'humanité.

### Fêtes
- Fêtes et jours fériés en Côte d'Ivoire ;
- Fête de l'indépendance.

#### Fêtes traditionnelles et festivals
- Abissa à Grand-Bassam, le nouvel an des NZima kôtôkô ;
- Fête des ignames organisée par les Agnis et les Abrons pour célébrer le tubercule qui a sauvé le peuple ashanti lors de son départ en exil en Côte d'Ivoire. Elle a lieu en septembre dans plusieurs villages de la région de Bondoukou, en novembre dans le nord du pays, en février à Abengourou ;
- Fête des générations à Tiagba, au mois de février ;
- Festival des danses et musiques du pays bété ;
- Festival des Musiques Urbaines d'Anoumabo (FEMUA) en mai.
- Kouroubi, danse traditionnelle et de réjouissance des jeunes filles chez les peuples Malinké[9].

Manifestations festives à Port-Bouët.
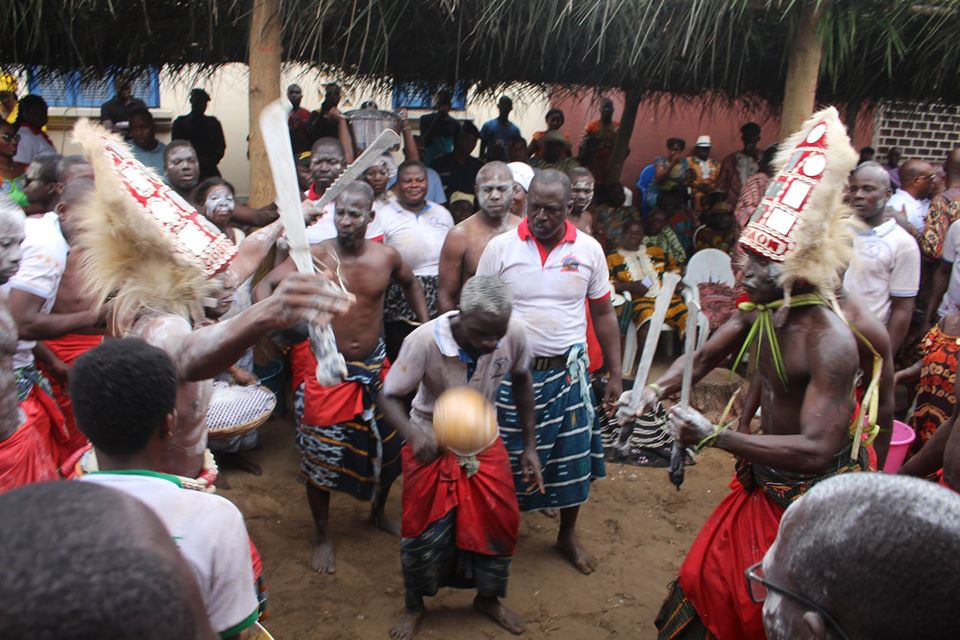
Démonstration de force.
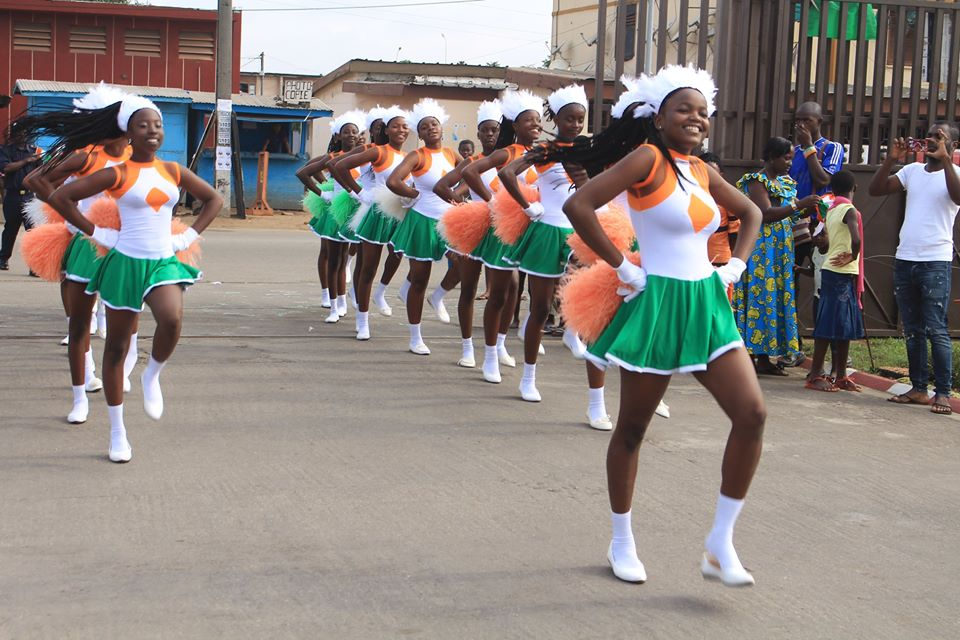
Majorettes.
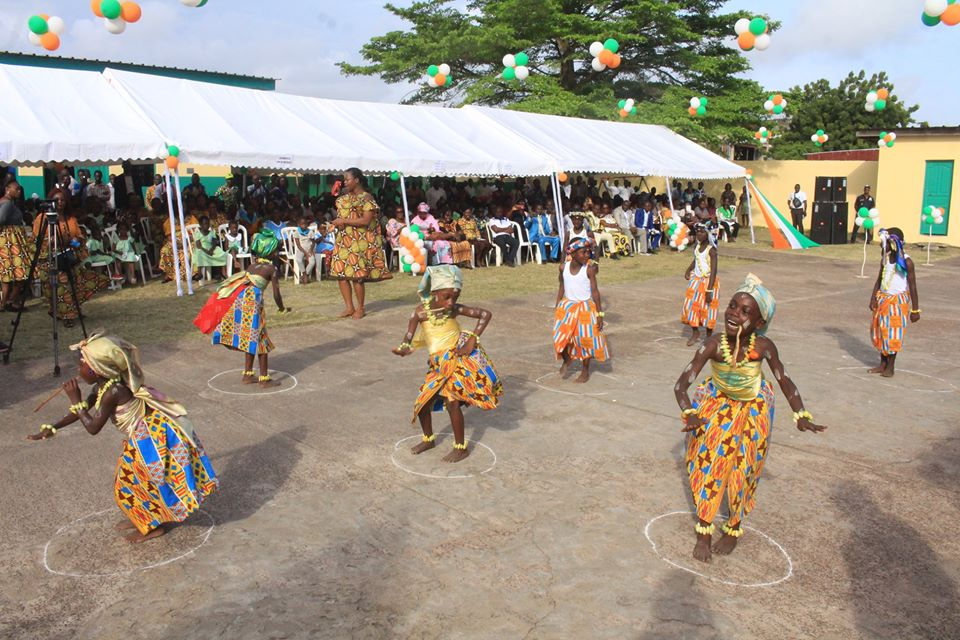
Danse des enfants.
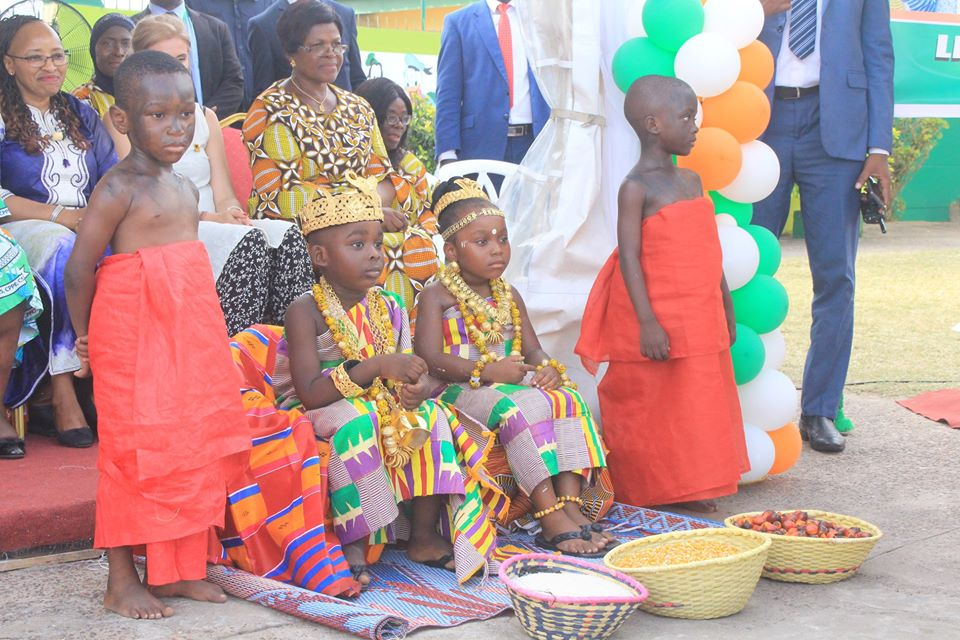
Déguisés en roi et reine.

La pâque

## Vie sociale

### Groupes humains
- Démographie en Côte d'Ivoire.

### Famille
- Mutilations génitales féminines ;
- Polygamie en Côte d'Ivoire, abolie en 1964
- Condition féminine en Côte d'Ivoire.

#### Noms
- Anthroponymes akan.

### Société
- Palabre, Arbre à palabres ;
- Personnalités ivoiriennes.

## Cuisine(s)

### Boissons

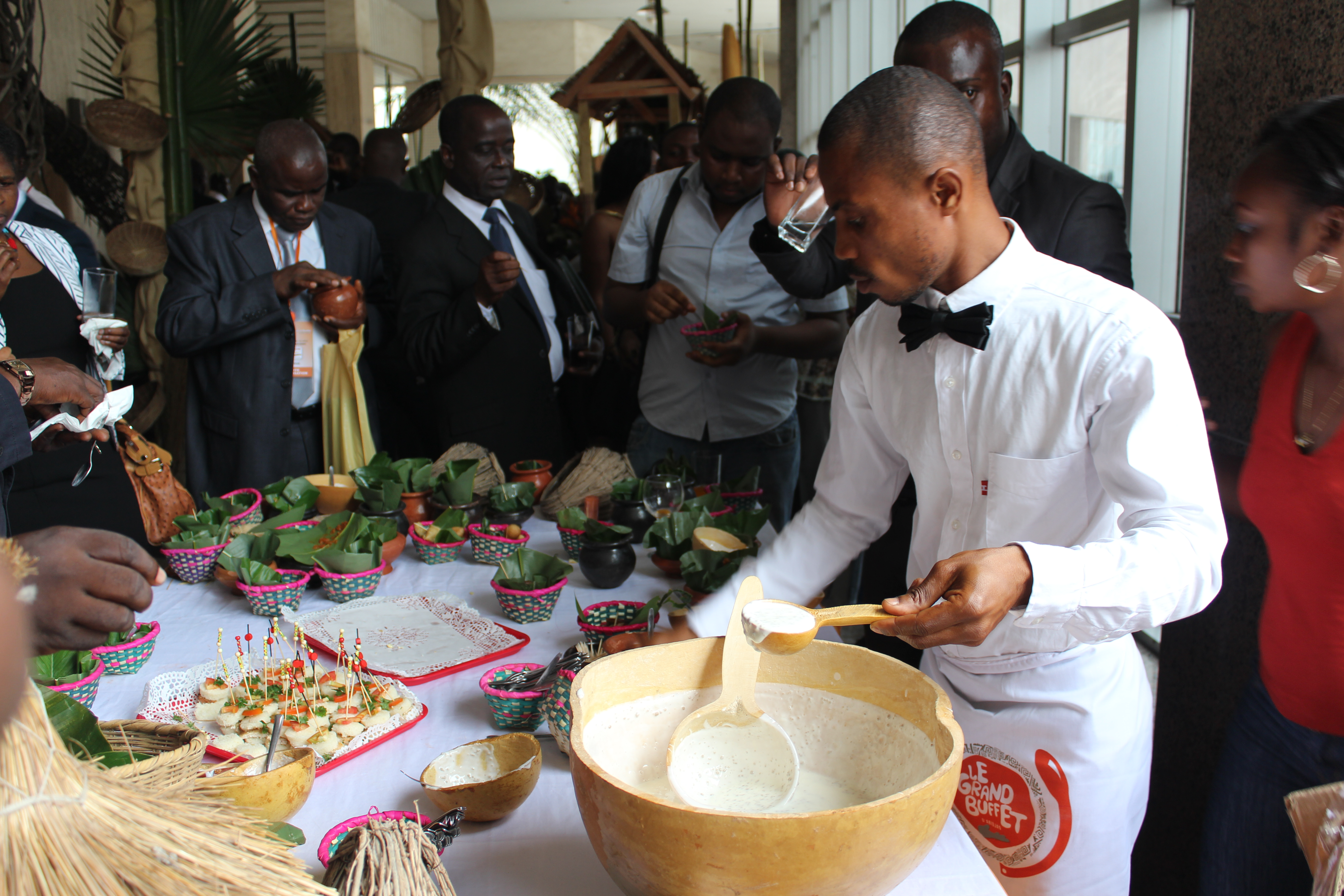
Dèguè (lait fermenté avec granulés de mil).

- Jus de côcôta (du fruit côcôta ou encore Wenda au Burkina Faso) ;
- Bissap (d'origine mandingue) ;
- Gnamankoudji, jus de gingembre (d'origine mandingue) ;
- Nyamanku (en), jus de gingembre ;
- Dègué (d'origine mandingue) ;
- Baka, bouillie de riz (d'origine mandingue) ;
- Bouillie de mil (d'origine mandingue) ;
- Jus de baobab (d'origine sénégalaise) ;
- Tomydji, infusion de tamarin ;
- Akpè ;
- Tchapalo, bière de maïs épicée ;
- Kindjouss, jus de canne ;
- Bandji ou vin de palme ;
- Koutoukou (Bandji et jus d'ananas distillés) ;
- Jus de passion, extrait du fruit de la passion ;
- Groto (du jus fait sur du bois dans une boite) ;
- jus de ronier (le fruit du ronier).

## Activités physiques
De nombreuses disciplines sportives sont pratiquées dans le pays. Diverses possibilités de pratique du golf existent avec les terrains de golf d’Abidjan, de Yamoussoukro et de San-Pédro qui offrent quatre parcours de 9 à 18 trous. Chaque année, un open international, doté du prix Félix Houphouët-Boigny, est organisé et enregistre des participants de notoriété.
Les plans d’eau lagunaires et la mer offrent aussi de véritables possibilités sportives dont notamment la pêche sportive, la plongée et la chasse sous-marine, le surf, la voile, la planche à voile, le canoë-kayak ou encore le beach-volley. L’équitation ainsi que les sports mécaniques (rallye du Bandama, moto-cross) sont également pratiqués dans le pays. Le handball, le basket-ball, le volley-ball, le rugby, l'athlétisme et le tennis figurent parmi les disciplines sportives également pratiquées en Côte d’Ivoire.
Cependant, le football reste le sport roi en Côte d’Ivoire. Il attire de nombreuses foules et déchaîne les passions. Ce sport populaire jusque dans les contrées les plus reculées du pays est largement pratiqué par tous comme un sport de cohésion sociale. Chaque ville, et même chaque quartier, organise ses propres tournois de maracana (Il faut souligner au passage que la Côte d'Ivoire a une équipe nationale de Maracana qui a été championne à la Coupe d'Afrique des Nations de Maracana en 2012 et 2013).
La Fédération ivoirienne de football organise et encadre la discipline, dominée à l'échelon national par les équipes de l'Africa Sports National et l'ASEC Mimosas dans le temps. Le Séwé Sport de San Pédro remporte le championnat national 3 fois de suite 2012, 2013, 2014. Les 2 derniers vainqueurs de cet championnat sont le FC San Pédro en 2024 et le Stade d'Abidjan en 2025. L'Asec Mimosa reste encore le club roi du championnat avec 29 trophées dans son armoire. De nombreux footballeurs évoluent hors du pays dans des formations sportives prestigieuses. Ils sont, pour la plupart, sélectionnés dans l'équipe nationale — les Éléphants — lors des compétitions sportives internationales. Autrefois emmenés par des joueurs comme Ben Badi, Gadji Celi et Alain Gouaméné, les Éléphants connaissent également un franc succès avec la génération Didier Drogba qui a notamment été la première à avoir été qualifiée pour la Coupe du monde de football de la FIFA en 2006.

### Jeux populaires
- Jeux en Côte d'Ivoire : Awalé, Yoté ;
- Plongée, pêche.

### Sports
- Personnalités ivoiriennes liées au sport ;
- Sportifs ivoiriens, Sportives ivoiriennes ;
- Côte d'Ivoire aux Jeux olympiques ;
- Côte d'Ivoire aux Jeux paralympiques ;
- Jeux de la Francophonie ;
- Jeux africains ou Jeux panafricains, depuis 1965, tous les 4 ans (...2011-2015-2019...).

#### Arts martiaux
- Liste des luttes traditionnelles africaines par pays ;
- Boxe, Kick-boxing.

## Médias
Télécommunications en Côte d'Ivoire
- Journalistes ivoiriens, Ujocci ;
- Liberté d'expression en Côte d'Ivoire (en) ;
- Liste d'atteintes à la liberté de la presse en Côte d'Ivoire[10],[11],[12].

Le paysage médiatique est animé par les organes audiovisuels, la presse écrite, les organes de régulation de la profession, en l'occurrence, la Commission nationale de la presse, remplacée en 2004 par le conseil national de la presse (CNP), le Conseil national de la communication audiovisuelle (CNCA) et un organe d'autorégulation : l'Observatoire de la liberté de la presse, l'éthique et de la déontologie (OLPED). Depuis 1991, les médias en Côte d’Ivoire sont régis par la loi,,. La Radiodiffusion télévision ivoirienne (RTI) est l'organisme de diffusion radiophonique et audiovisuel de l'État ivoirien. Elle est financée par la redevance, la publicité et des subventions. Elle comporte trois chaînes de télévision et deux stations de radio : La Première, chaîne généraliste ; RTI 2, chaîne thématique consacrée au divertissement en majorité et émettant dans un rayon limité à 200 km autour d'Abidjan, et la troisième chaîne RTI 3 (février 2020), consacrée au sport et à la musique ; Radio Côte d'Ivoire, généraliste ; Fréquence 2, chaîne de divertissement ; Radio Jam, première radio privée du pays ; Africahit Music TV.
À la faveur de la libéralisation du paysage audiovisuel, la Côte d'Ivoire s'est enrichie de deux nouvelles chaînes de télévision privées : NCI et Life TV.
En 2016, le classement mondial sur la liberté de la presse, établi chaque année par Reporters sans frontières situe la Côte d'Ivoire au 86e rang sur 180 pays. À l'issue de la crise politico-militaire, la liberté de la presse se porte mieux et on observe une véritable diversité, même s'il n'y a pas de réelle indépendance des médias à l’égard des partis et des hommes politiques.

### Presse écrite
- Principaux journaux ivoiriens

Des journaux de diverses audiences paraissent également principalement à Abidjan. Hormis les journaux du Groupe Fraternité Matin (Presse d'État, 25 000 exemplaires, quotidien), la quinzaine d'autres titres est détenue par des entreprises privées.

### Radio
- Liste des stations de radio en Côte d'Ivoire ;
- Haute Autorité de la communication audiovisuelle (Côte d'Ivoire) ;
- Paysage audiovisuel ivoirien ;
- Animateurs ivoiriens de radio.

### Télévision
- Paysage audiovisuel ivoirien ;
- Chaîne de télévision en Côte d'Ivoire ;
- Séries télévisées ivoiriennes ;
- Animateurs ivoiriens de télévision.

### Internet (.ci)
- Presse écrite en ligne en Côte d'Ivoire ;
- Koaci.com ;
- Aynid, moteur de recherche ;
- Réseau des professionnels de la presse en ligne de Côte d'Ivoire ;
- Blogueurs ivoiriens ;
- Union nationale des blogueurs de Côte d'Ivoire.

## Littérature

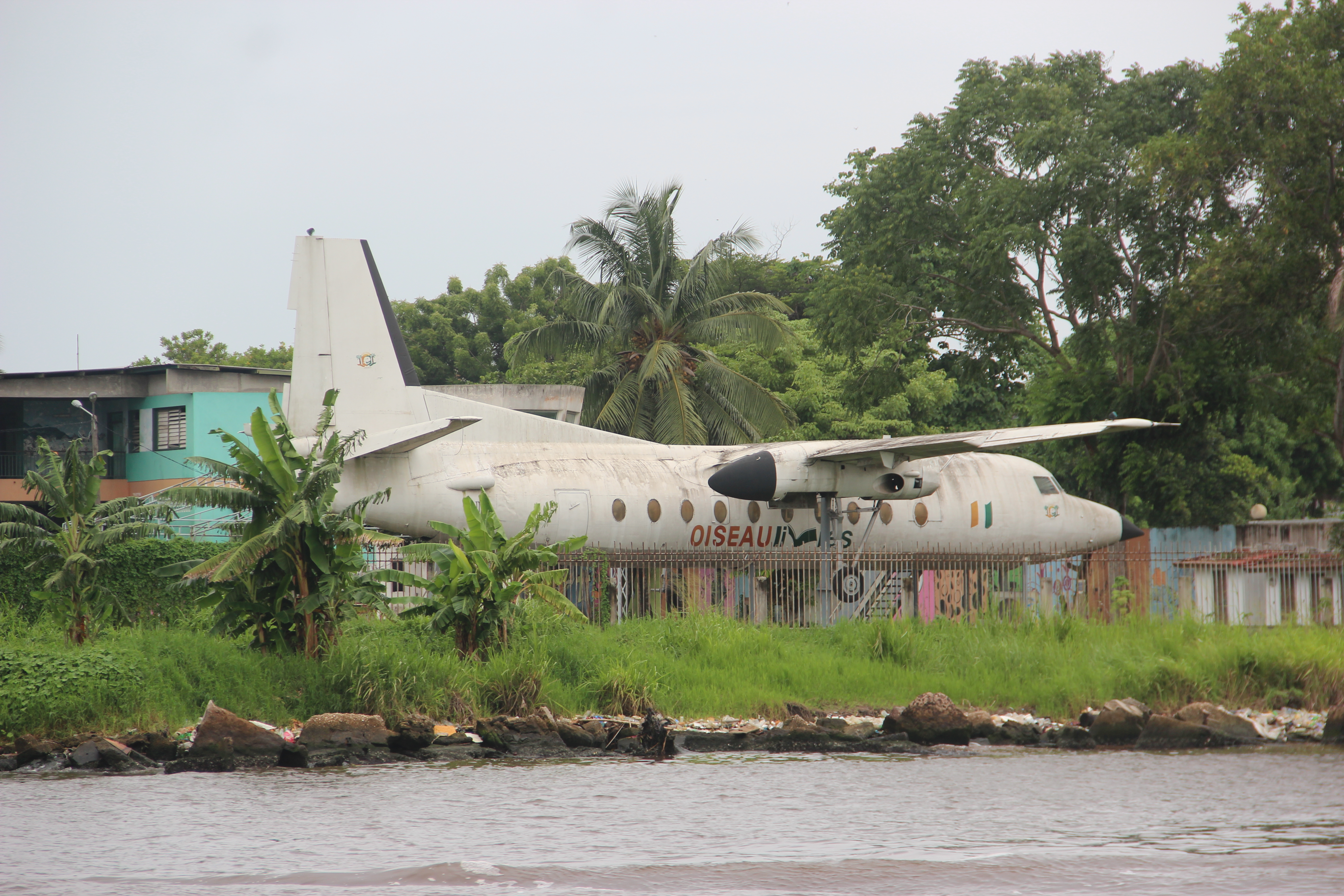
Ancien avion présidentiel reconverti en bibliothèque à Abidjan.

- Littérature ivoirienne, Éléments de littérature ivoirienne ;
- Liste de romans ivoiriens ;
- Bibliographie sur la Côte d'Ivoire ;
- Bande dessinée ivoirienne, Auteurs ivoiriens de bande dessinée ;
- Nouvelles Éditions africaines (NEA, 1972-1988) ;
- Nouvelles Éditions ivoiriennes (NEI, 1992-).

La Côte d’Ivoire présente une littérature abondante avec une grande diversité de styles et de ses proverbes, soutenue par des infrastructures éditoriales relativement solides et des auteurs de différentes notoriétés.
Les plus célèbres de ces auteurs sont Bernard Dadié, journaliste, conteur, dramaturge, romancier et poète qui domine la littérature ivoirienne, dès les années trente, Aké Loba (L'Étudiant noir, 1960) et Ahmadou Kourouma (Les Soleils des indépendances, 1968) qui a obtenu le Prix du Livre Inter en 1998 pour son ouvrage devenu un grand classique du continent africain, En attendant le vote des bêtes sauvages. À ceux-ci s'ajoute une deuxième génération d'auteurs de plus en plus lus dont Véronique Tadjo, Tanella Boni, Isaie Biton Koulibaly, Maurice Bandaman, Camara Nangala... Une troisième génération se signale déjà avec des auteurs tels que Sylvain Kean Zoh (La voie de ma rue, 2002 et Le printemps de la fleur fanée, 2009) ou Josué Guébo (L'or n'a jamais été un métal, 2009 et Mon pays, ce soir, 2011).

### Écrivains ivoiriens
- Liste d'écrivains ivoiriens, Écrivains ivoiriens, Association des écrivains de Côte d'Ivoire ;
- Liste de poètes ivoiriens, Bernard Zadi Zaourou (1938-2012), Joachim Bohui Dali (1963-1993) ;
- Femmes de lettres ivoiriennes ;
- Ahmadou Kourouma (1927-2003) ;
- Véronique Tadjo (1955-).

### Galerie

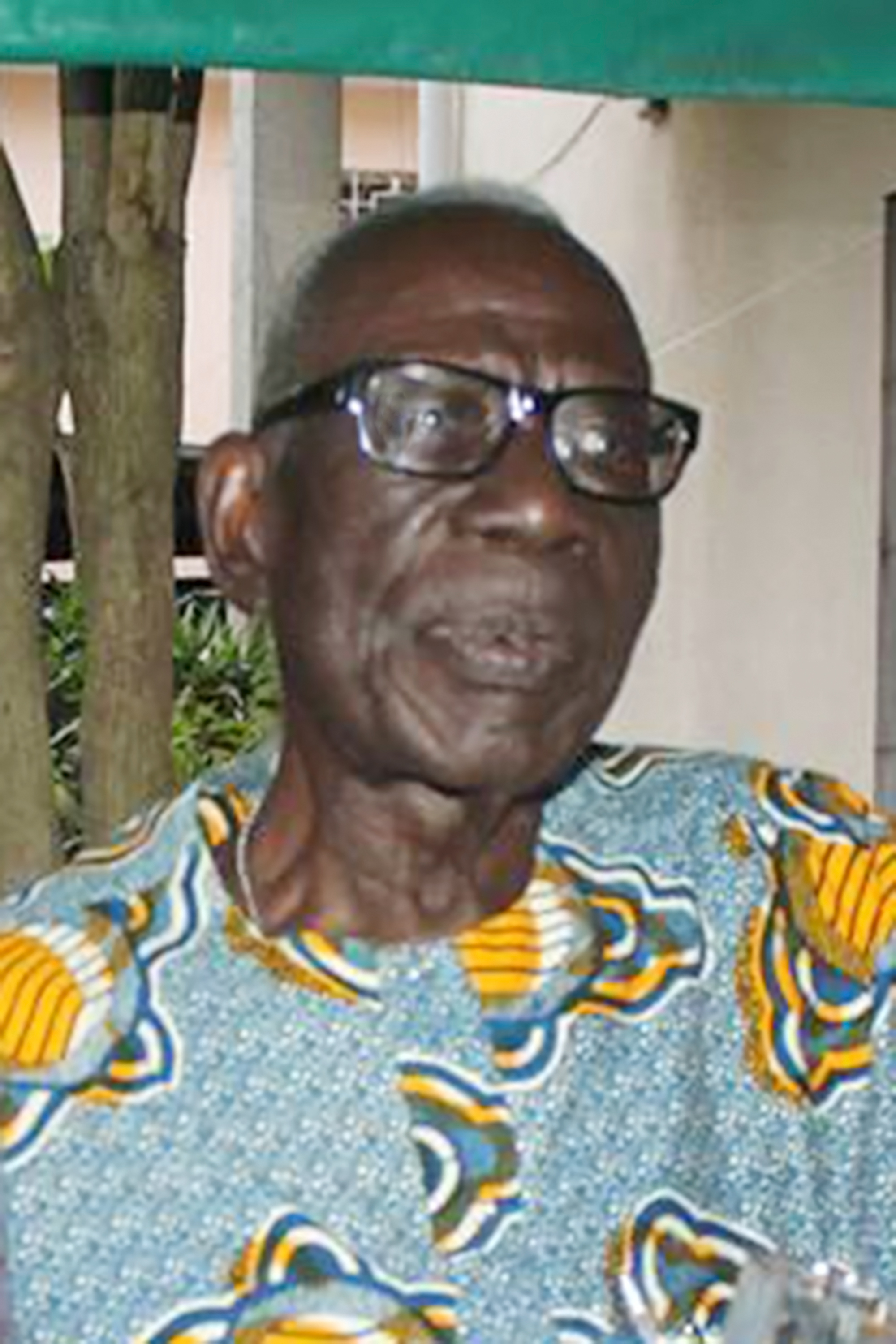
Bernard Dadié (1916-2019)
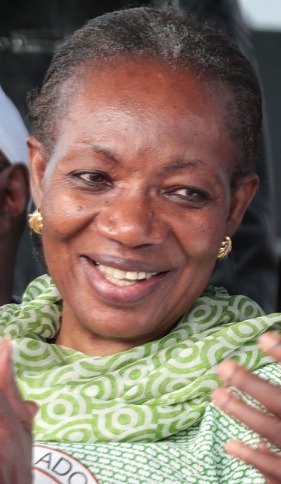
Henriette Diabaté (1935-)

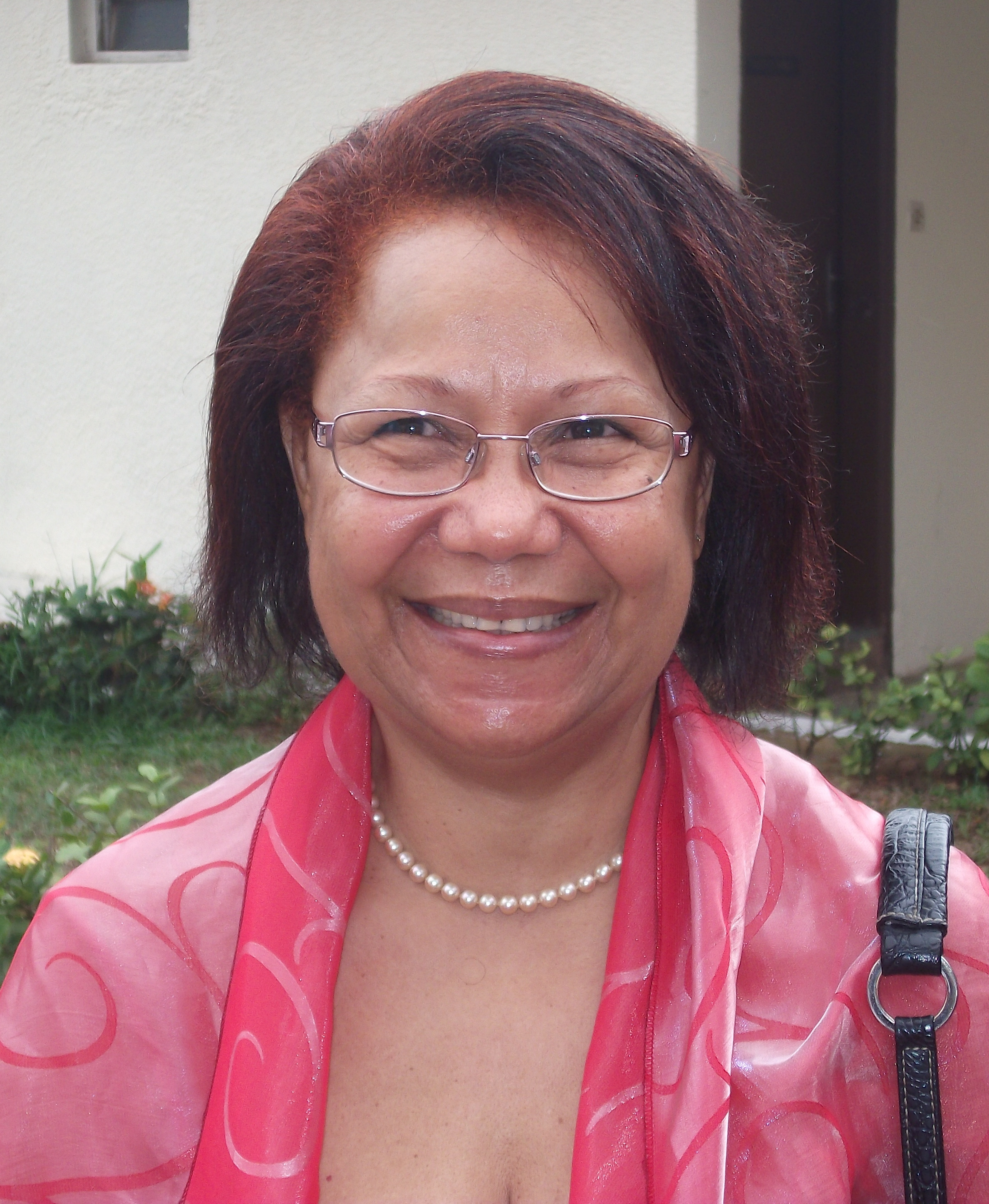
Josette Abondio (1932-)
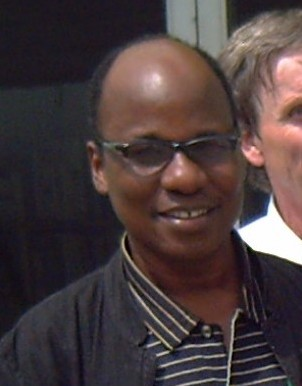
Yacouba Konaté (1953-)
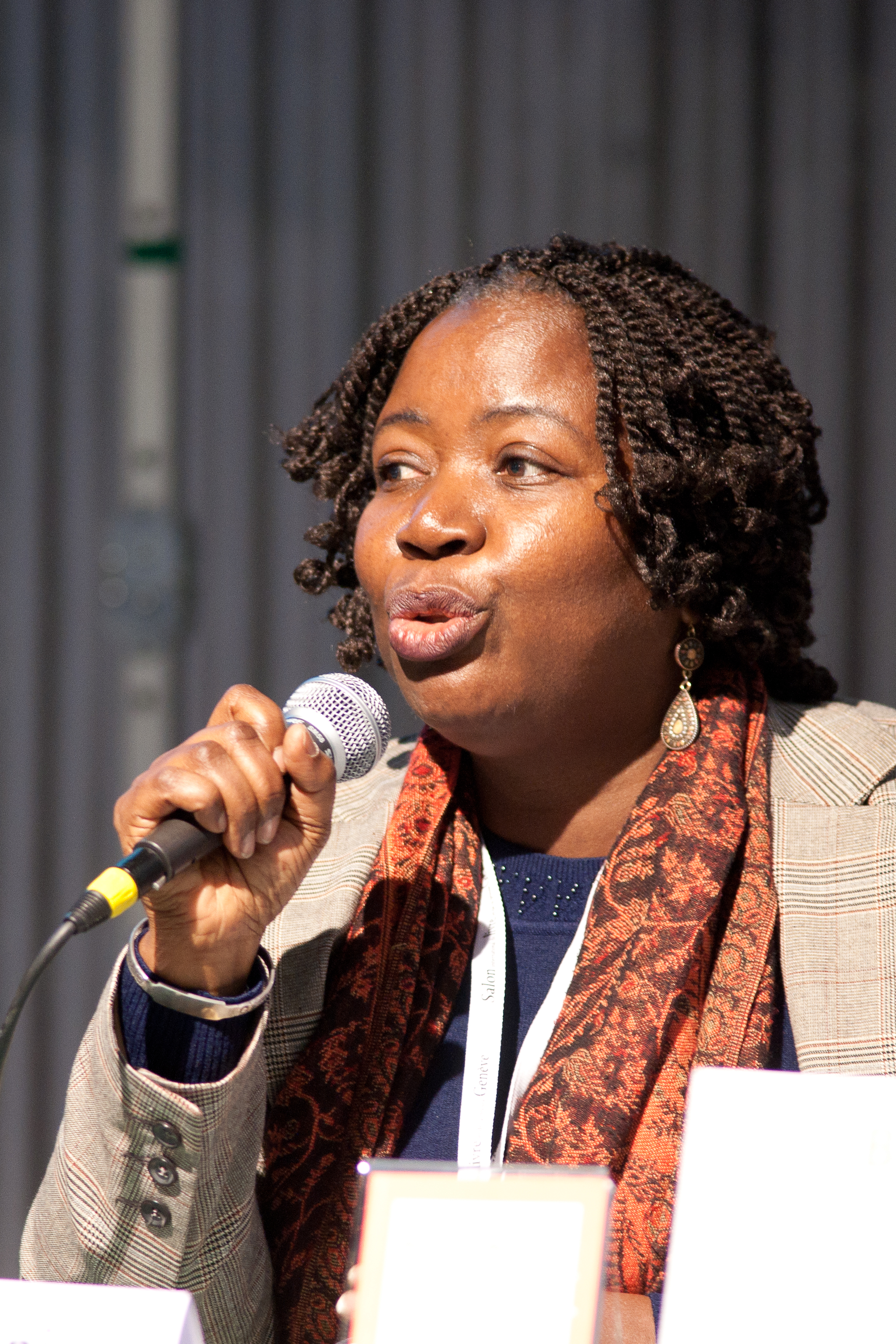
Tanella Boni (1954-)
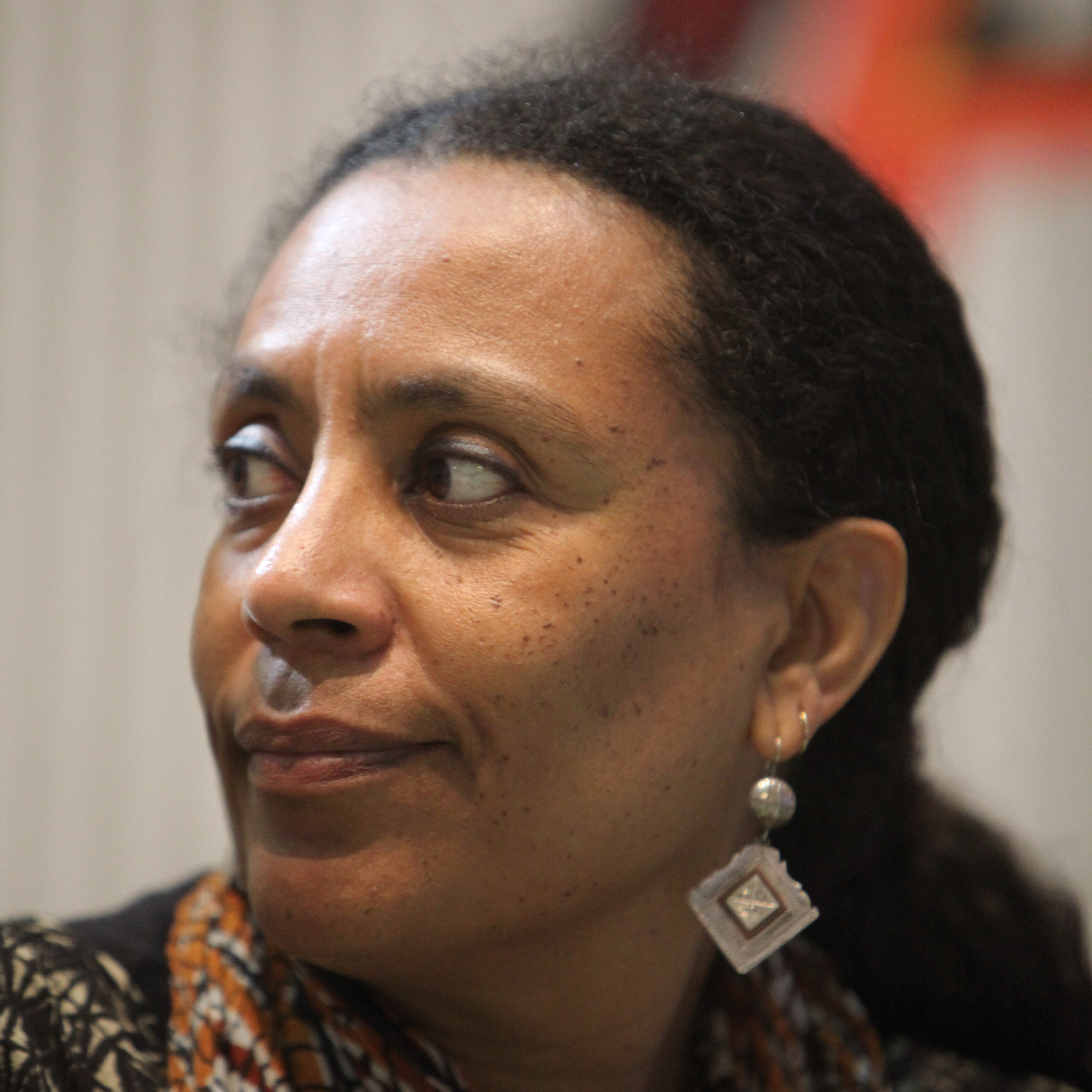
Véronique Tadjo (1955-)
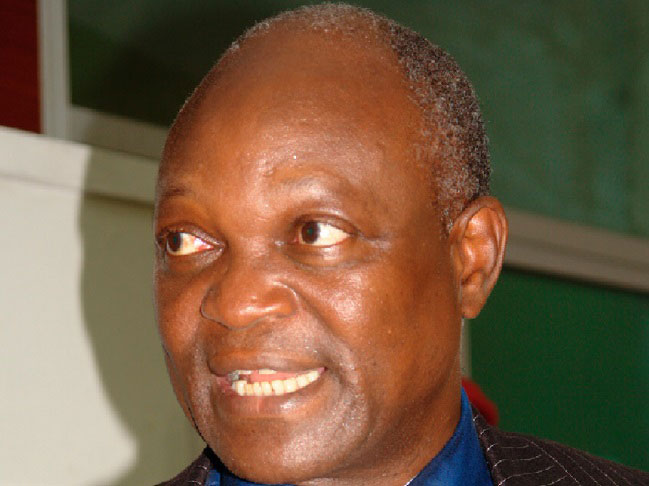
Tiburce Koffi (1955-)
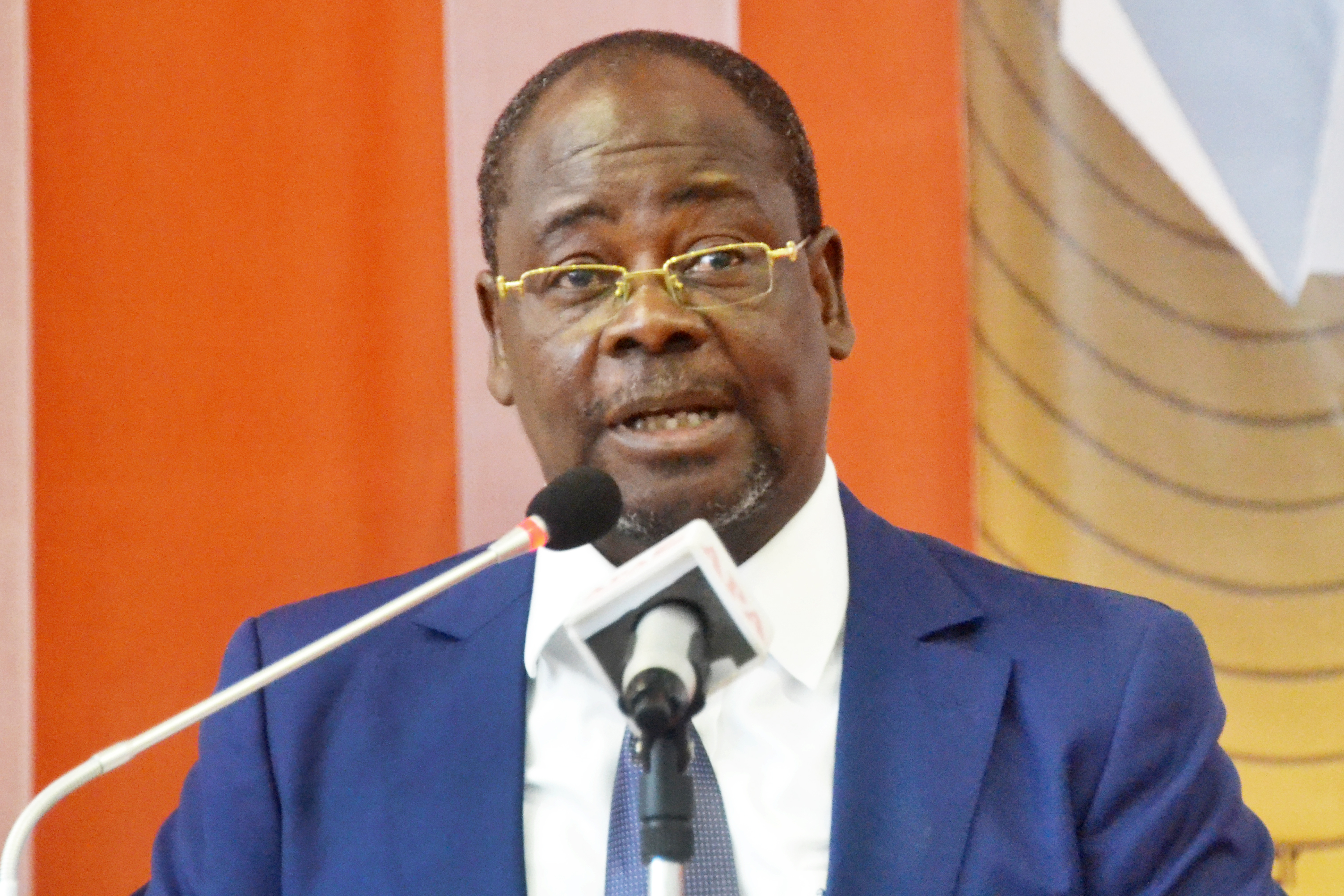
Venance Konan (1958-)

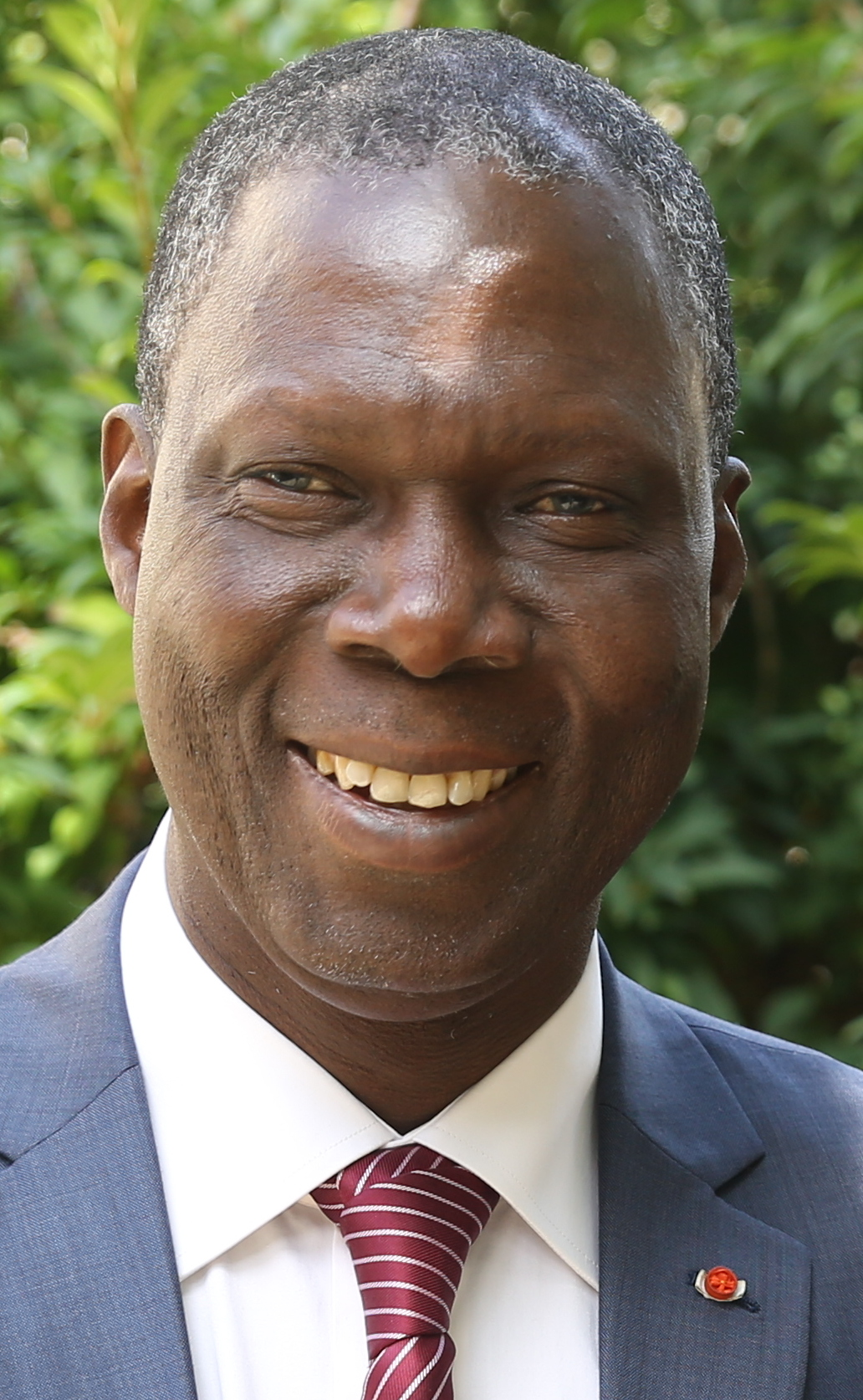
Maurice Bandaman (1962-)
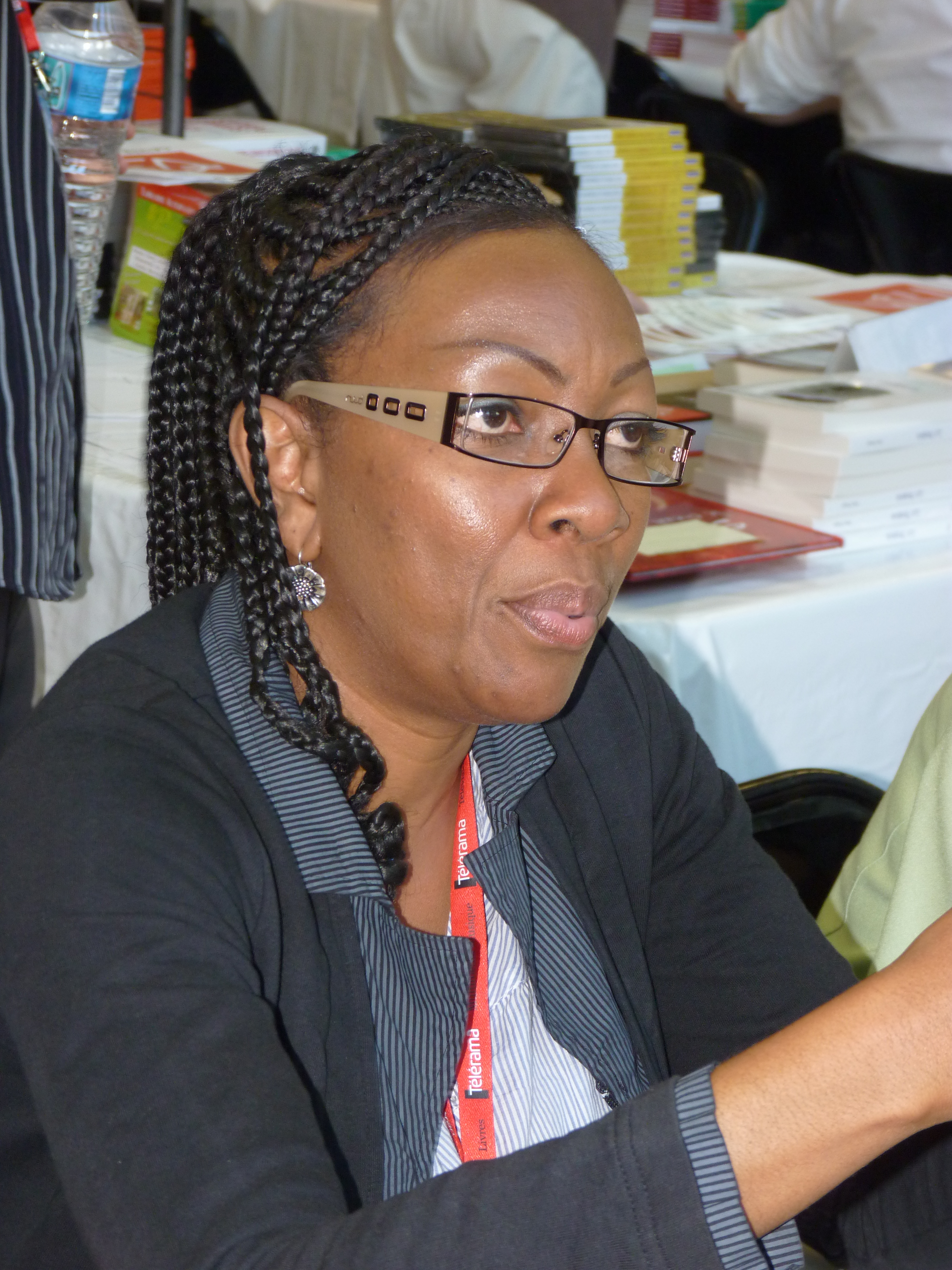
Muriel Diallo (1967-)
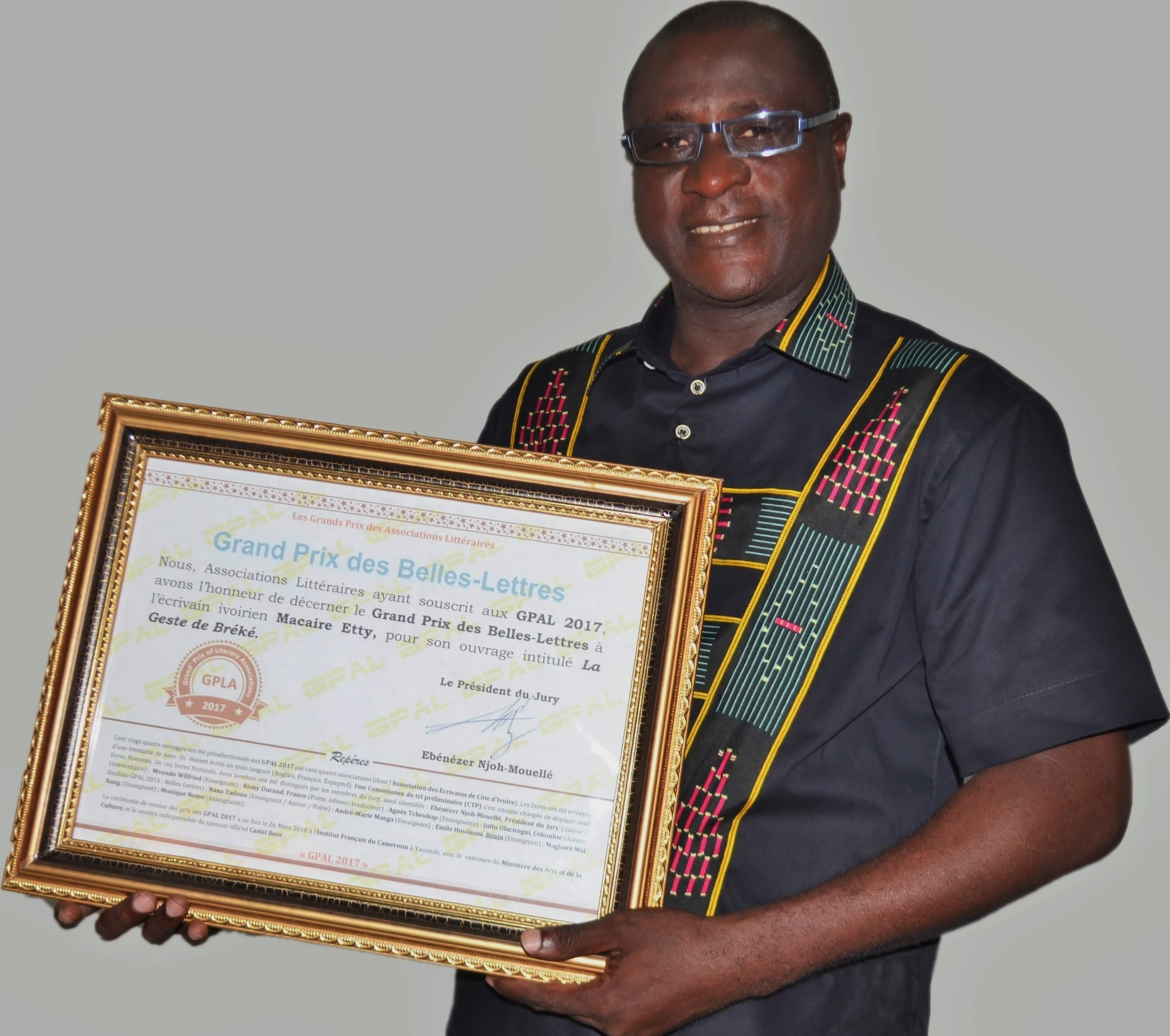
Macaire Etty (1967-)
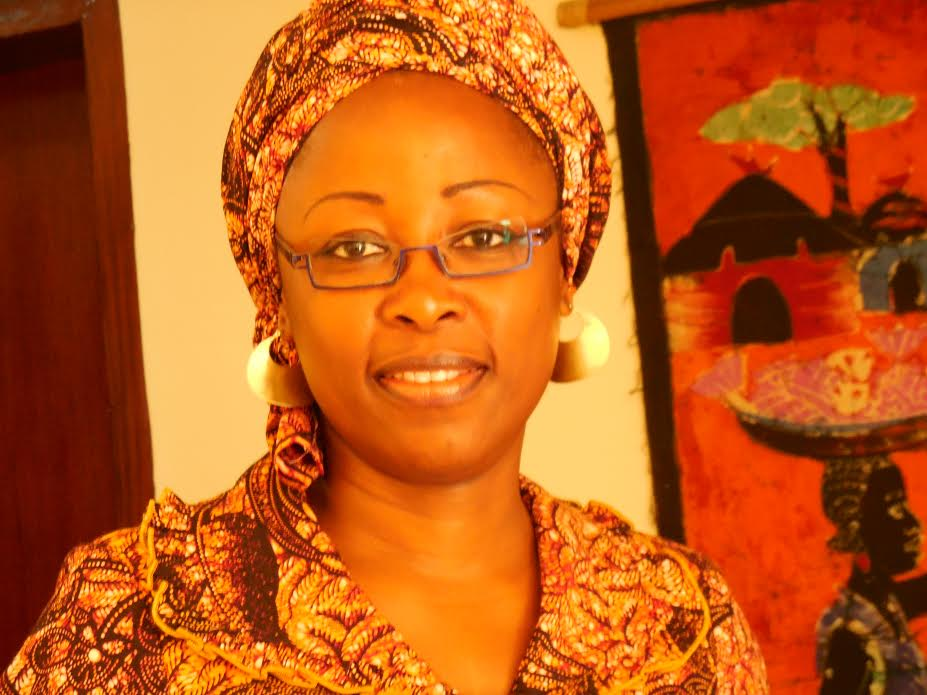
Michelle Lora (1968-)

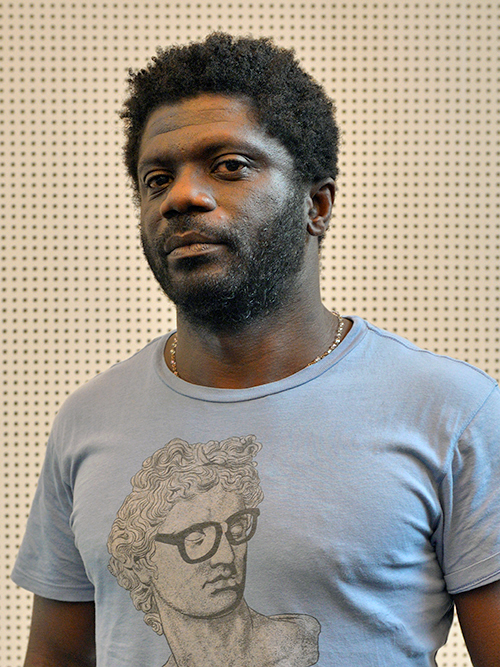
Gauz (1971-)
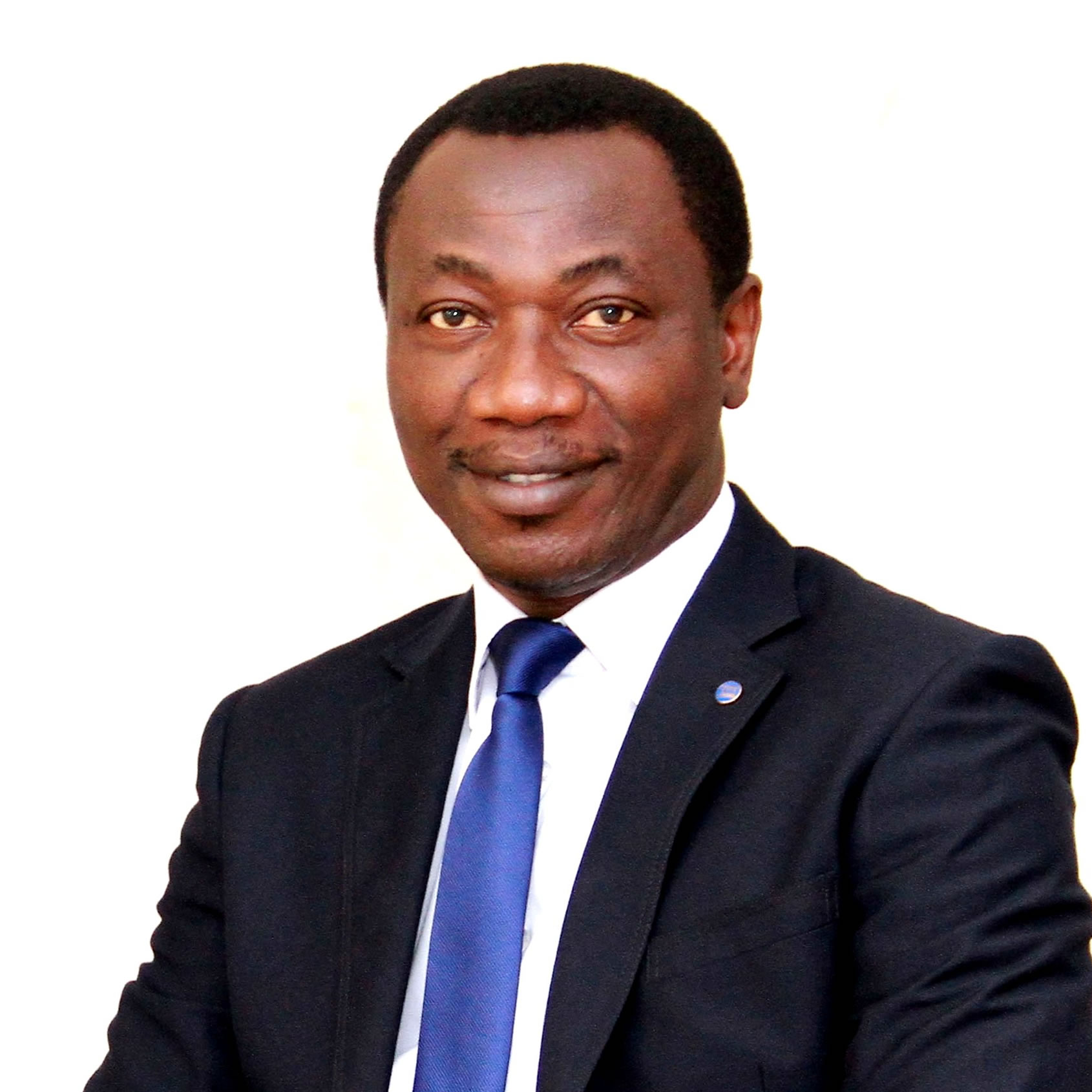
Josué Guébo (1972-)
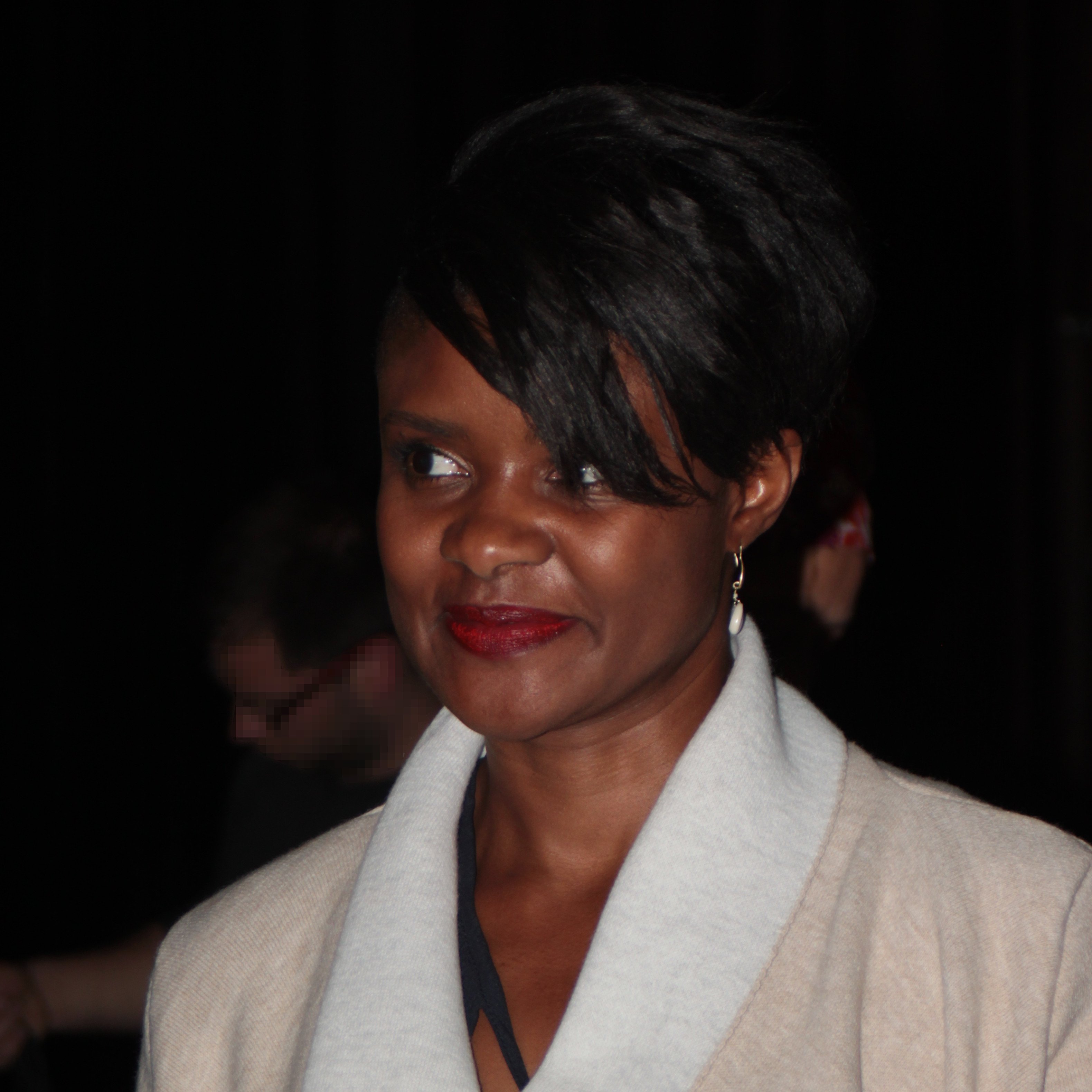
Isabelle Boni-Claverie (1972-)

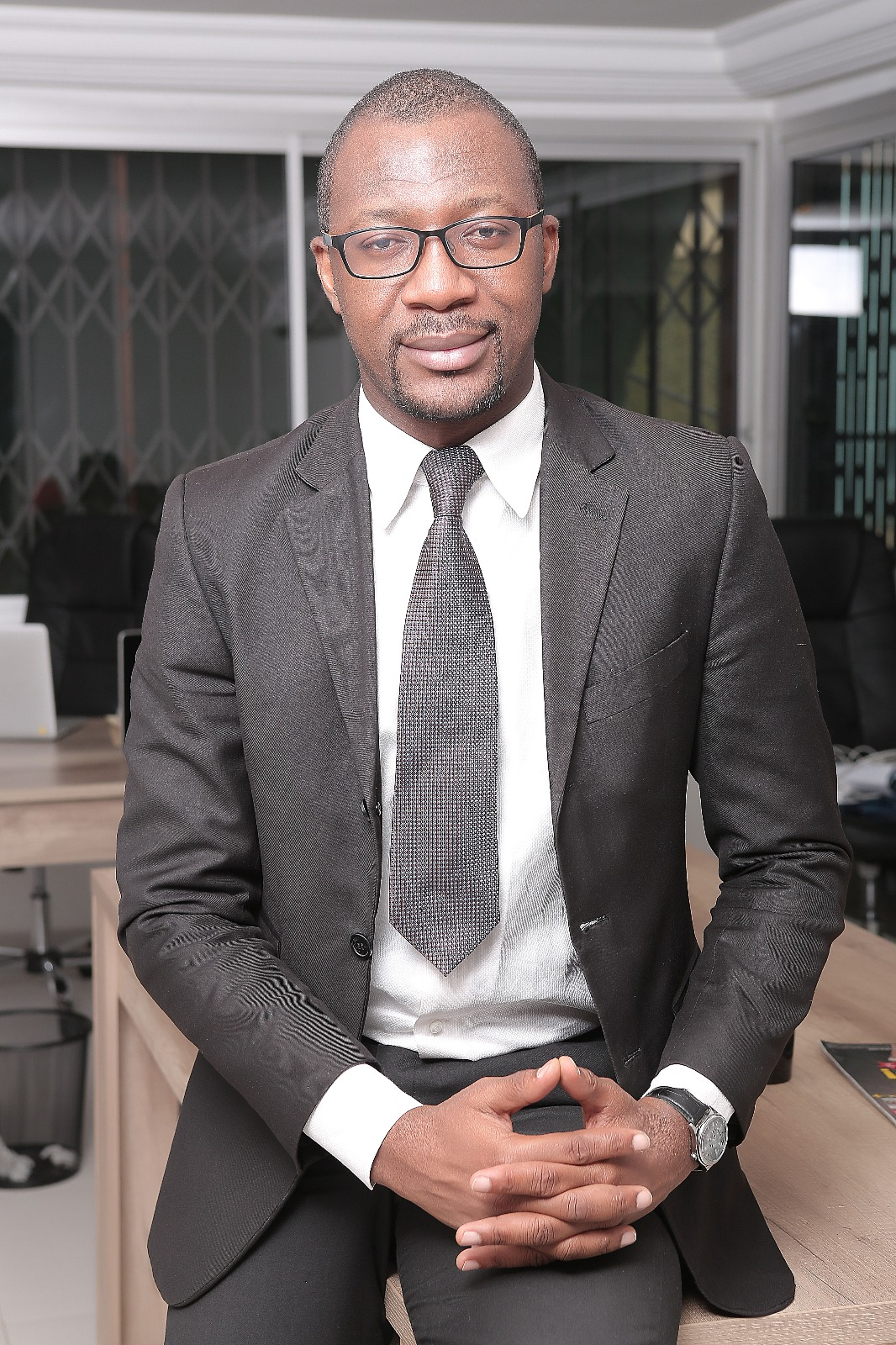
Israël Guébo (1982-)
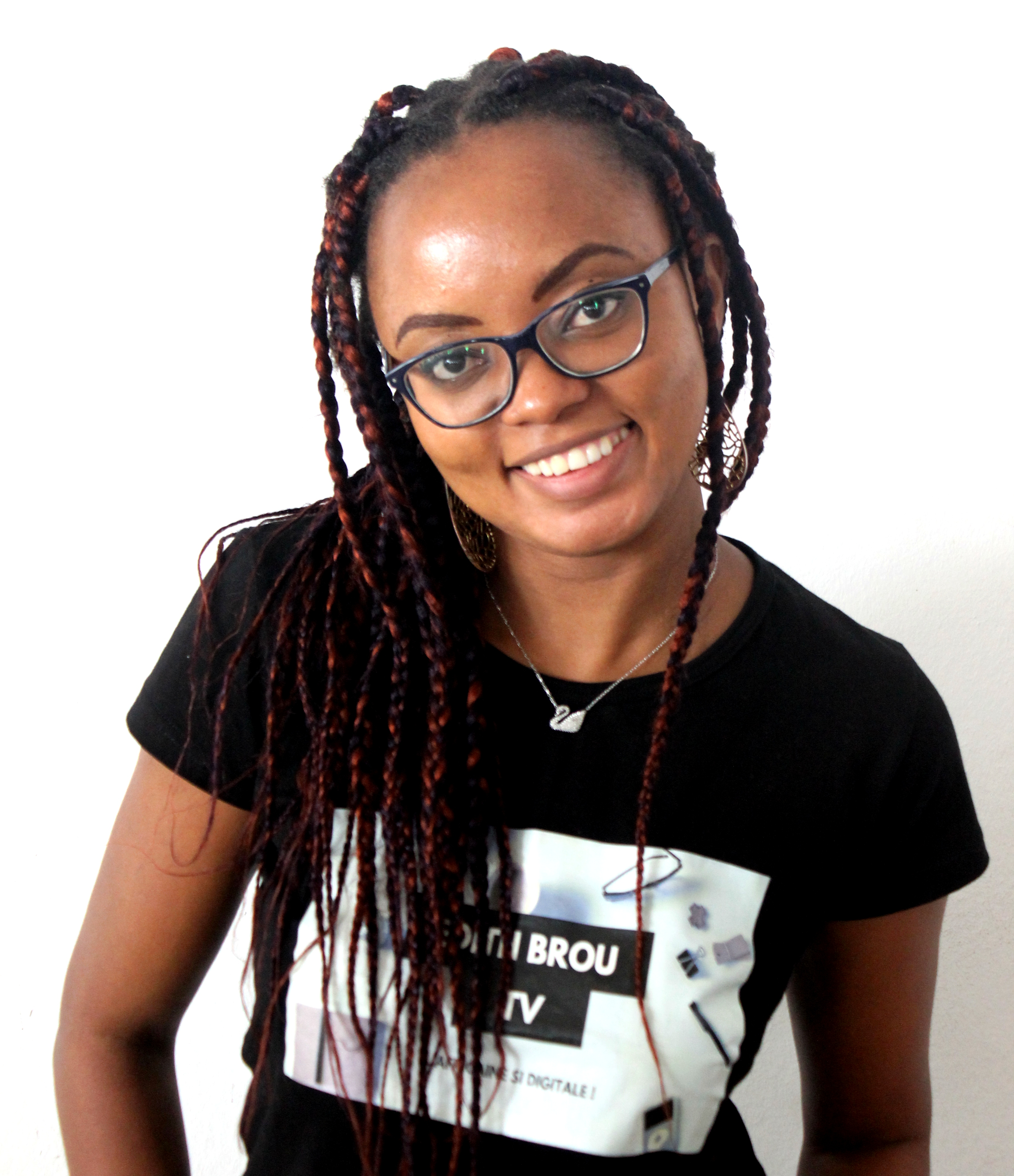
Edith Yah Brou (1984-)
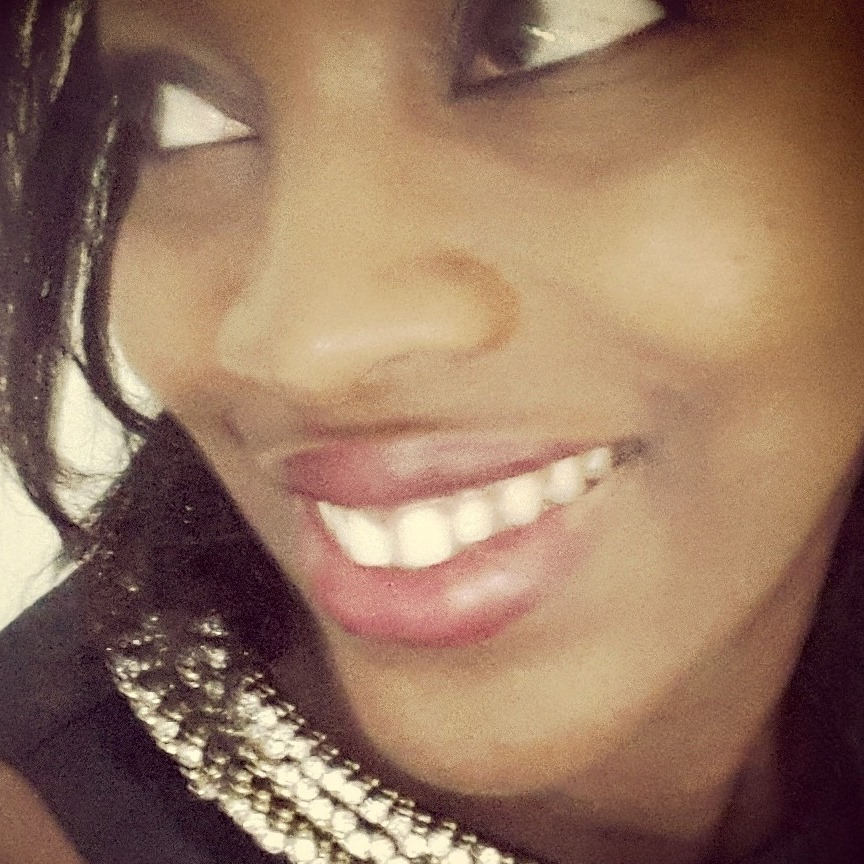
Yehni Djidji (1988-)

### Prix littéraires
- Grand prix littéraire d'Afrique noire depuis 1961 ;
- Prix Noma de publication en Afrique (1979-2009) ;
- Prix Tchicaya U Tam'si pour la poésie africaine (depuis 1989) ;
- Prix Ahmadou-Kourouma depuis 2004 ;
- Grand prix littéraire ivoirien depuis 2006 ;
- Prix Les manuscrits d’or depuis 2007 ;
- Prix Yambo Ouologuem depuis 2008 ;
- Prix Ivoire depuis 2008 ;
- Prix Orange du Livre en Afrique (depuis 2019) ;
- Prix d'Excellence en Littérature (Ministère de la Culture et de la Francophonie).

### Sites
- Encyclopédie des littératures en langues africaines (ELLAF), site ellaf.huma-num.fr ;
- Site Soumbala.com, Portail francophone du livre africain ;
- Virginie Coulon, Bibliographie francophone de littérature africaine, EDICEF/AUPELF, 1994.

### Bande dessinée
- Aya de Yopougon (2005-2010) ;
- Magie Noire (2003-2008).

## Artisanats
L'art ivoirien se caractérise par de nombreux objets usuels ou culturels (ustensiles, statues, masques…) réalisés dans diverses matières et dans diverses parties du pays par chacun des groupes culturels qui témoigne de son art de vivre par ses réalisations. Ainsi, des matériaux tels le bois ou le bronze, le raphia ou le rotin ou encore le bambou permettent la réalisation de vanneries, sculptures, meubles d’art, statues et masques.

### Arts graphiques
- Calligraphie, Enluminure, Gravure, Origami ;
- Liste de sites pétroglyphiques en Afrique, Art rupestre.

### Design
- Vincent Niamien (mobilier) ;
- Valérie Oka.

### Textiles
- Art textile, Arts textiles, Fibre, Fibre textile, Design textile ;
- Mode, Costume, Vêtement, Confection de vêtement, Stylisme ;
- Technique de transformation textile, Tissage, Broderie, Couture, Tricot, Dentelle, Tapisserie ;
- Festival international de la mode africaine (FIMA) ;
- Mannequins ivoiriens ;
- Industrie de la mode[20],[21],[22] ;
- Awoulaba, Boucantier, Pointinini ;
- Pagne kita.

### Cuir
- Maroquinerie, Cordonnerie, Fourrure

### Papier
- Papier, Imprimerie, Techniques papetières et graphiques, Enluminure, Graphisme, Arts graphiques, Design numérique

### Bois
- Travail du bois, Boiserie, Menuiserie, Ébénisterie, Marqueterie, Gravure sur bois, Sculpture sur bois, Ameublement, Lutherie

#### Statues et masques
- Masques de Côte d'Ivoire ;

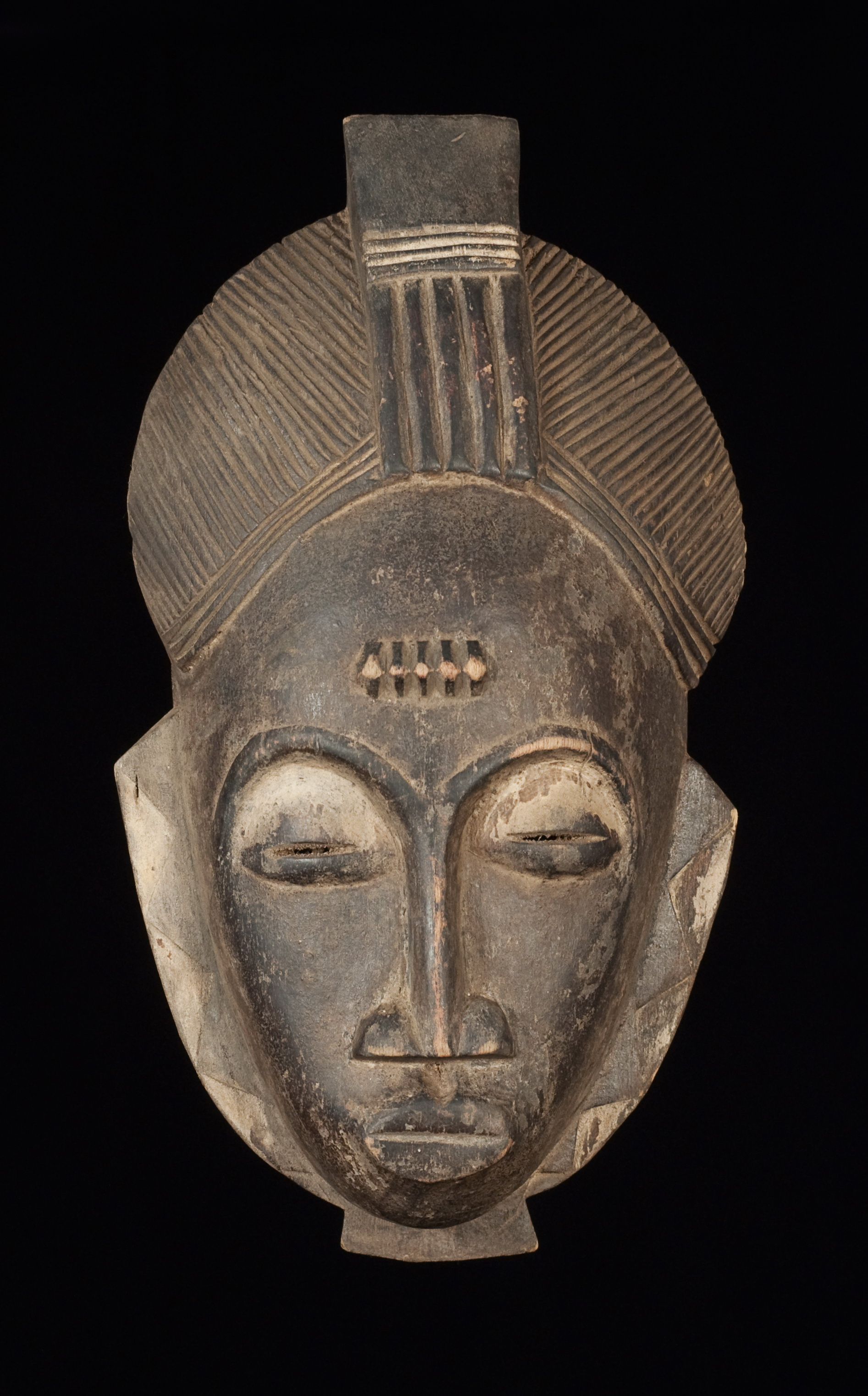
Masque baoulé.

- Art Dan, Masque Bété, Masque Gouro, Sculpteurs Dan, Flaly ;
- Artisanat Baoulé.

Les civilisations africaines, en particulier celles de la Côte d’Ivoire, ont toujours accordé la primauté à la fonction sur la forme. La beauté n’est jamais recherchée pour elle-même. Elle est atteinte lorsqu’il existe un accord fondamental entre la pensée religieuse et l’objet chargé de l’exprimer ou de la servir (ustensiles, statues, masques, etc.). Ce que les collectionneurs appellent « l’art africain » est en fait des objets usuels ou culturels qui, désacralisés ou inutilisés aujourd’hui, sont vendus comme pièces de collections.
La principale différence entre statue et masque réside dans le fait que la première reste immobile pendant les cérémonies, tandis que le second participe à toutes les phases du rite puisque attaché autour du visage d’un participant, souvent un initié, dont l’incognito est préservé. La statuaire en pays Baoulé (avec le siège Baoulé du chef) et Sénoufo (représentant le premier couple) est la plus célèbre. Les masques Dans, Baoulés, Gouro, Guérés, Bétés… sont les plus côtés chez les connaisseurs.

### Poterie, céramique, faïence
- Mosaïque, Poterie, Céramique, Terre cuite ;
- Céramique d'Afrique subsaharienne ;
- Centre céramique de Grand-Bassam ;
- Statuettes funéraire en terre cuite[23],[24],[25],[26],[27].

### Joaillerie, bijouterie, orfèvrerie
- Lapidaire, Bijouterie, Horlogerie, Joaillerie, Orfèvrerie ;
- Orfèvrerie akan[28] ;
- Perles et perles de verre[29],[30] ;
- poids à peser l'or (Akan).

### Espace
- Architecture intérieure, Décoration, Éclairage, Scénographie, Marbrerie, Mosaïque ;
- Jardin, Paysagisme.

## Arts visuels

### Dessin

#### Bande dessinée
Le neuvième art ivoirien est caractérisé par plusieurs genres : réaliste, semi-réaliste, humoristique, science-fiction, etc. L'humour est le plus prisé par les Ivoiriens. Les thèmes abordés par les auteurs ont trait à leur vécu quotidien. Les faits comme le chômage, le banditisme, la pauvreté, le système D (débrouillardise), l’infidélité sont traités sur un ton léger. Les auteurs qui animent cet univers culturel ivoirien sont nombreux : Gilbert G. Groud, Marguerite Abouet (scénariste), Benjamin Kouadio, Lassane Zohoré, Lacombe, Bertin Amanvi, Hilary Simplice, Kan Souffle, Jess Sah Bi, Atsin Désiré... Les personnages ivoiriens de bande dessinée sont Cauphy Gombo, John Koutoukou, Tommy Lapoasse, Zézé, Dago, Sergent Deutogo, Jo Bleck, Les sorcières, Petit Papou... Le journal satirique Gbich est pour beaucoup dans la vulgarisation de ce médium qu'est la bande dessinée en Côte d'Ivoire.

### Peinture
- Aboudia[31] ;
- Ouattara Watts[32] ;
- Pascal Konan (1979-)[33].

## Arts du spectacle
- Conteurs ivoiriens ;
- Humoristes ivoiriens.

## Musiques
- Musiciens ivoiriens[34] ;
- Groupes de musique ivoiriens ;
- Chanteurs ivoiriens, Chanteuses ivoiriennes ;
- Chansons ivoiriennes ;
- Étoile du Sud depuis 1930 ;
- Concerto festival depuis 1993 ;
- Festival Adae (de) (Akan).

### Instruments de musique

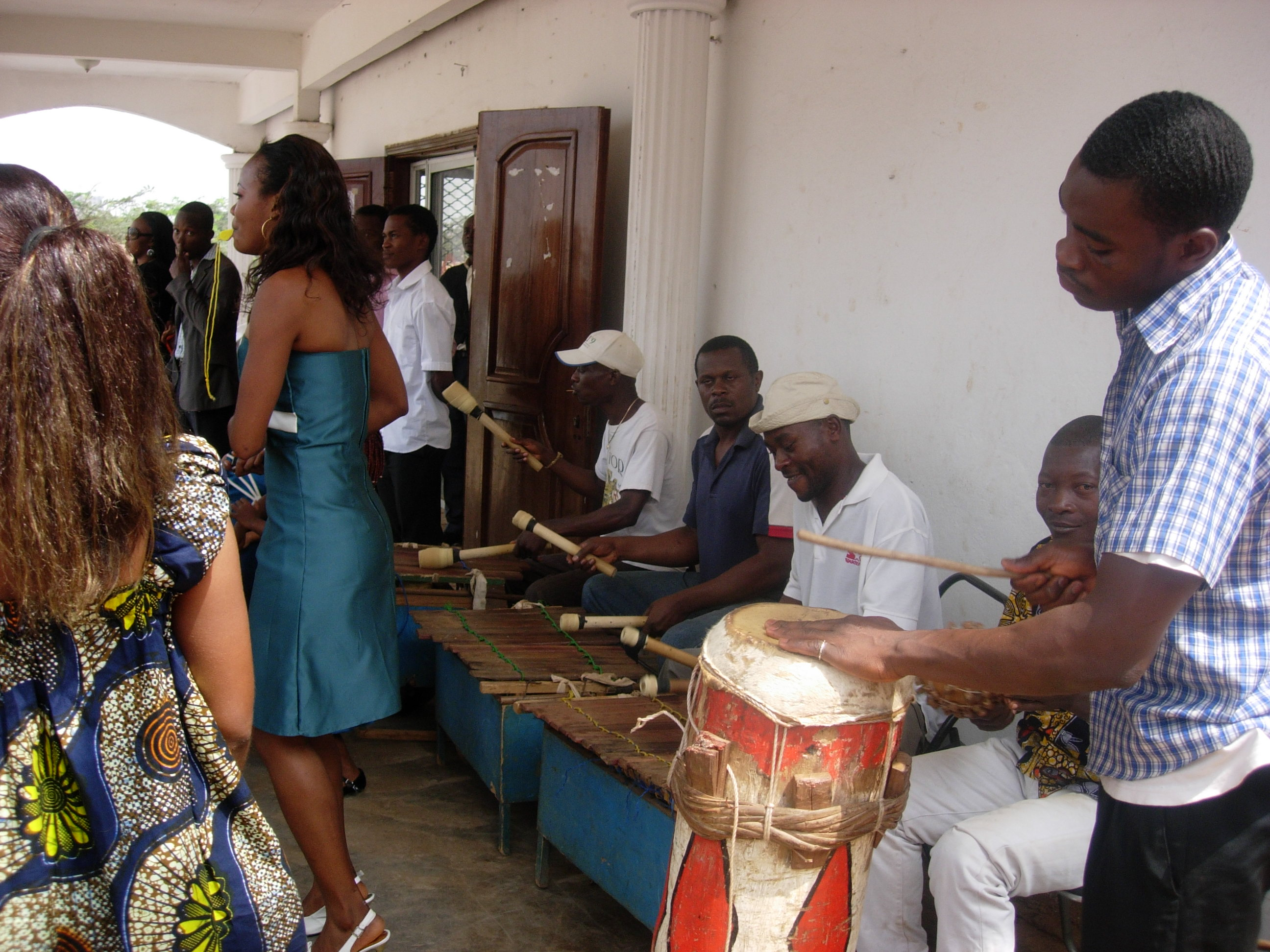
Joueurs de balafon lors d'une fête.

Les instruments de musique sont associés aux différentes formes de cultes. Les tam-tams, dont la base rythmique est souvent soutenue par des calebasses recouvertes de perles ou de cauris, sont les plus célèbres. Ils émettent un son grave et vibrant. Le balafon (ou Xylophone), particulièrement utilisé dans le Nord du pays, est aussi apprécié par les Baoulés, les Dans et les Guérés.

### Musiques traditionnelles
- Musiques traditionnelles[35] ;
- Musique adjoukroue, Musique baoulée, Musique mandingue.

### Musiques modernes
- Hip-hop en Côte d'Ivoire ;
- Zouglou (wôyô) ;
- Ziglibithy.

Faya Flow est le plus grand concours de hip hop de Côte d'Ivoire. Il est organisé depuis 2005 par l’association Jeunesse Active de la Culture Hip hop (JACH, lu « jack »). Consacrant l’usage de la parole, du corps, et de la scène ; notamment à travers les chants et textes poétiques, la danse et la chorégraphie, ce concours révèle le potentiel artistique des talents en herbe qui sont par la suite récompensés et encouragés.

## Danse(s)
- Danse klin (gouro) ;

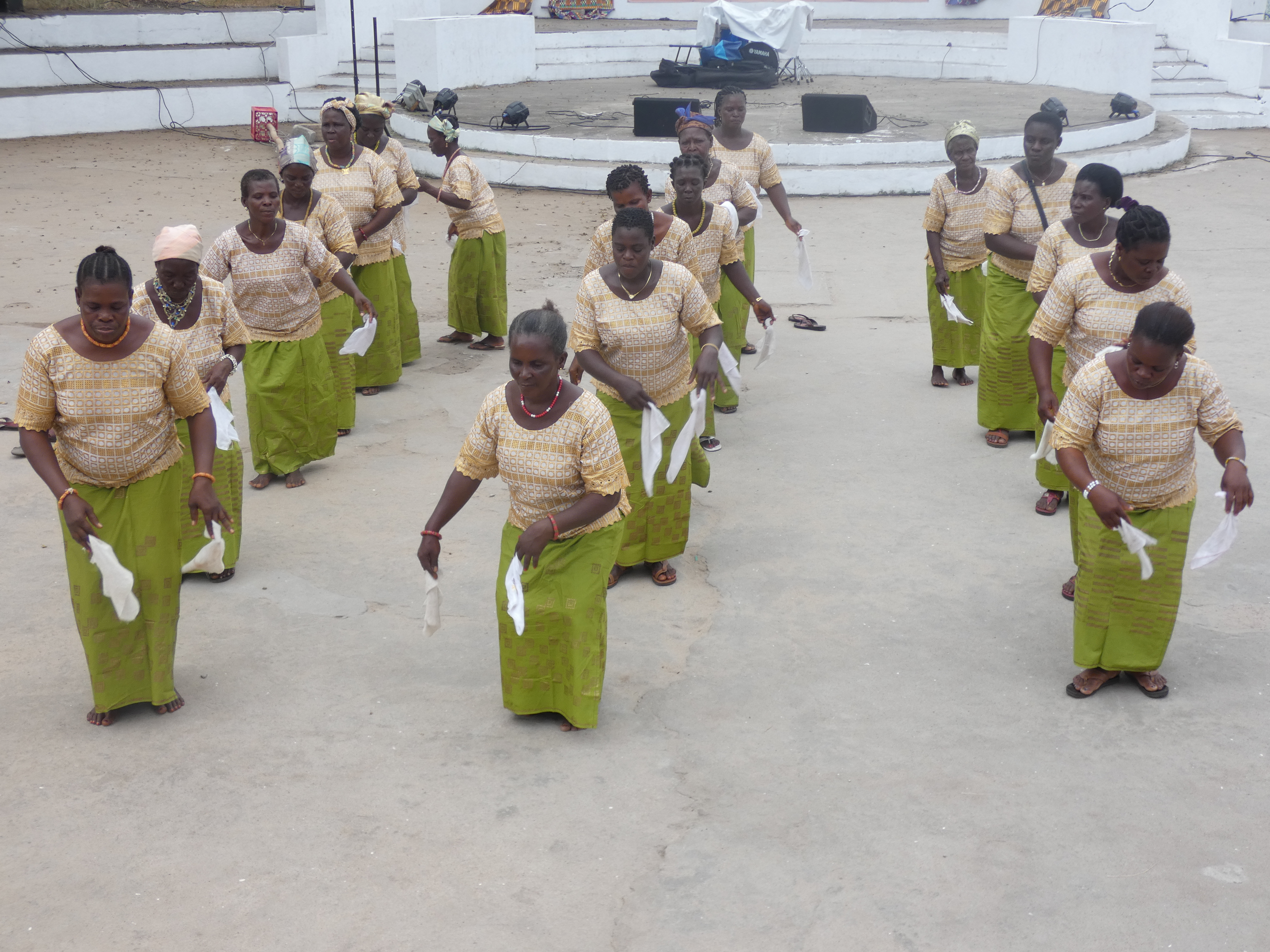
Danseuses à Jacqueville lors du Festival des 3A (Alladian, Ahïzi et Akouri).

- Akô, Aloukou, Coupé-décalé, Gbé-gbé, Kouroubi, Logobi, Wolosso, Zaoli/Zaouli.

La plupart des danses ont des significations religieuses. La région de l’Ouest est une des plus riches de Côte d’Ivoire en ce qui concerne les danses traditionnelles. Environ 300 font partie des traditions.
Parmi les plus connues :
- le temate de Facobly, une danse réalisée par des jeunes filles en faveur des esprits pour favoriser une abondante récolte de riz ;
- la danse des échassiers de Gouessesso et Danane (imagination chorégraphique et adresse gymnique de jeunes gens masqués sur des échasses de 3 m de haut) ;
- la danse Gouah (geste collectif de gratitude des jeunes initiés à l’adresse des dieux bienfaisants chez les Agni et les Abrons, chaque cérémonie donne l’occasion de se parer de bijoux, de lunettes et de colliers en or ;
- l'Adjanou, une danse effectuée en pays baoulé par les seules femmes initiées, toutes vêtues de blanc voire nues, le corps bariolé de kaolin, dans les situations de crise grave ;
- la danse du N'Goro et la danse des hommes-panthères (ou danse du Boloye) chez les Sénoufos ;
- L’Abodan, une danse traditionnelle issue du pays Akan ;
- Le Goly Tama, en pays Baoulé ;
- Le Doh, une danse koyaka ;
- Le Yagba, danse présente chez la plupart des ethnies mandingues ;
- Le Zagrobi, une danse pratiquée par les Bétés ;
- le samanba chez les Mahouka ;
- Le Mapouka originaire de Dabou ;
- Le Kouroubi, en pays malinké précisément chez les Koyakas et Dioulabas ;
- Le Bara, une danse Dioulaba
- L'adjoss, pratiquée par les Baoulés ;
- Le Zanloba ;
- Le Kôtou.

### Théâtre
- Improvisation théâtrale, Jeu narratif ;
- Théâtre ivoirien, Théâtres ivoiriens ;
- Dramaturges ivoiriens ;
- Metteurs en scène ivoiriens, Liste de metteurs en scène ivoiriens ;
- Pièces de théâtre ivoiriennes ;
- Chantier panafricain d'écriture dramatique des femmes ;
- Troupes de théâtre ivoiriennes.

Le genre théâtral est dominé par le groupe panafricain Ki-Yi Mbock de Werewere Liking et de nombreux humoristes dont Digbeu Cravate, Zoumana, Adjé Daniel, Gbi de Fer, Jimmy Danger, Doh Kanon, Adrienne Koutouan, Marie Louise Asseu, Adama Dahico, Bamba Bakary et le duo Zongo et Tao qui, tous, se produisent à la fois dans les salles de spectacles, à la télévision et dans des films.
Sylvie Ndomé Ngilla fait un diagnostic positif pour tout le théâtre africain francophone dans son ouvrage Nouvelles dramaturgies africaines francophones du chaos (2014).

### Autres: marionnettes, mime, pantomime, prestidigitation
- Arts de la rue, Arts forains, Cirque,Théâtre de rue, Spectacle de rue ;
- Marionnette, Arts pluridisciplinaires, Performance (art) ;
- Arts de la marionnette en Côte d'Ivoire sur le site de l'Union internationale de la marionnette.

### Cinéma
- Liste de films ivoiriens ;
- Réalisateurs : Désiré Ecaré, Fadika Kramo Lancine, Roger Gnoan M'Bala, Jacques Trabi, Sidiki Bakaba, Henri Duparc, Akissi Delta, Marie-Louise Asseu.

Depuis 2004, le numérique permet au cinéma ivoirien de réaliser des films comme Coupé-décalé de Fadiga de Milano, Le Bijou du sergent Digbeu d'Alex Kouassi, Signature d'Alain Guikou, Un homme pour deux sœurs de Marie-Louise Asseu.
Pour la seconde fois en 30 ans, un film ivoirien, Run, est présenté au festival de Cannes 2014 ; le ministre de la Culture et celui de la Communication assistent à la première projection du film, le 17 mai.

### Autres
- Réseau africain des promoteurs et entrepreneurs culturels (RAPEC), ONG ;
- Société africaine de culture, association (SAC, 1956), devenue Communauté africaine de culture (CAC) ;
- Congrès des écrivains et artistes noirs (1956) ;
- Festival mondial des arts nègres (1966, 2010) ;
- Confréries de chasseurs en Afrique.

## Patrimoine
Le programme Mémoire du monde (UNESCO, 1992) n'a rien inscrit pour ce pays dans son registre international Mémoire du monde (au 15 janvier 2016).
- Tourisme en Côte d'Ivoire, sécurité en Côte d'Ivoire ;
- Attractions touristiques en Côte d'Ivoire.

### Musées et autres institutions
- Liste de musées en Côte d'Ivoire.

### Liste du Patrimoine mondial
Le programme Patrimoine mondial (UNESCO, 1971) a inscrit dans sa liste du Patrimoine mondial (au 12 janvier 2016) : Liste du patrimoine mondial en Côte d'Ivoire.

### Liste représentative du patrimoine culturel immatériel de l’humanité
Le programme Patrimoine culturel immatériel (UNESCO, 2003) a inscrit dans sa liste représentative du patrimoine culturel immatériel de l’humanité, une liste du patrimoine culturel immatériel de l'humanité en Côte d'Ivoire :
- 2008 : le Gbofe d’Afounkaha, la musique des trompes traversières de la communauté Tagbana[40] ;
- 2012 : les pratiques et expressions culturelles liées au balafon des communautés Sénoufo du Mali, du Burkina Faso et de Côte d’Ivoire[41] ;
- 2017 : le Zaouli, musique et danse populaires des communautés Gouro de Côte d'Ivoire[42].

### Filmographie
- La Fête de l'igname à Adahou : Côte d'Ivoire, film documentaire d'Idriss Diabate, ministère de la Coopération, CCF, Rennes Saint-Jacques, 1994, 19 min (VHS)